# Jorge Eduardo Scheinig

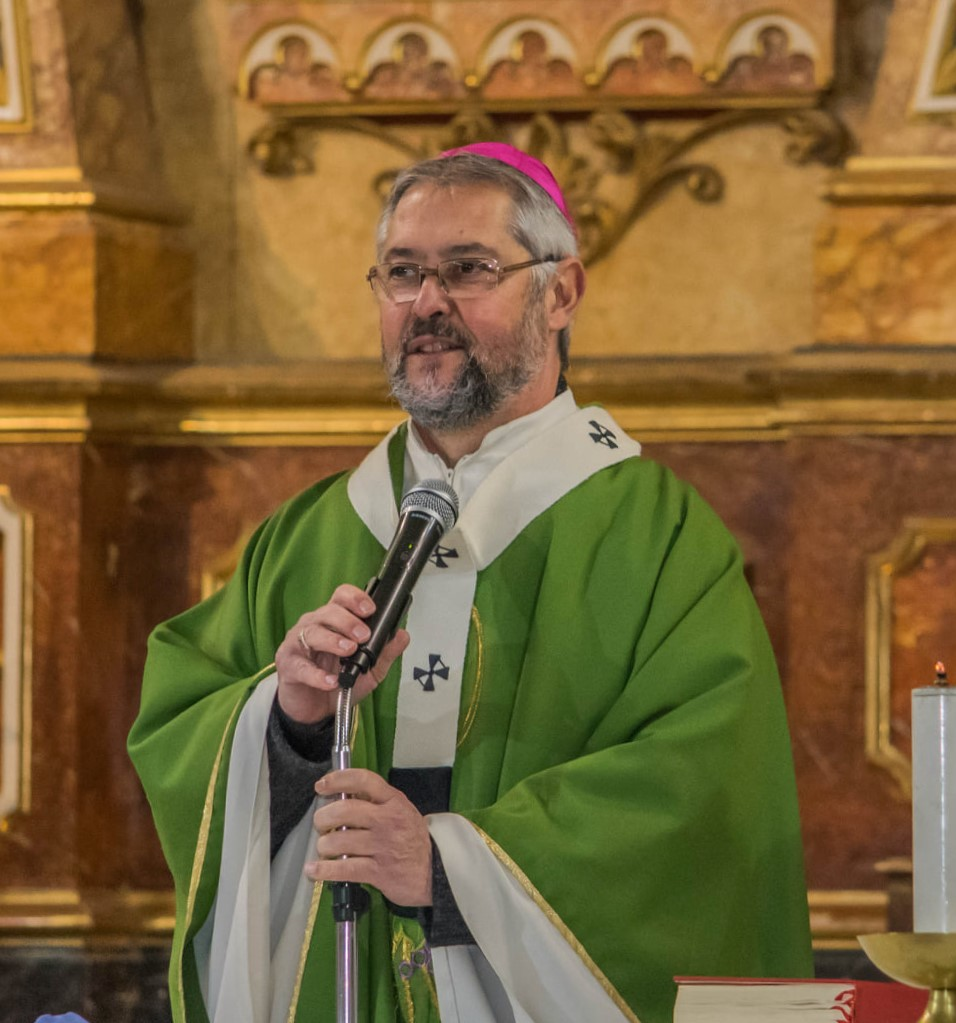
Jorge Eduardo Scheinig (2021).

Jorge Eduardo Scheinig (* 5. Juni 1959 in Carapachay, Gran Buenos Aires) ist ein argentinischer Geistlicher und römisch-katholischer Erzbischof von Mercedes-Luján.

## Leben
Jorge Eduardo Scheinig empfing am 9. Dezember 1983 das Sakrament der Priesterweihe für das Bistum San Isidro durch dessen Koadjutorbischof Alcides Jorge Pedro Casaretto. An der Päpstlichen Katholischen Universität von Argentinien erwarb er das Lizenziat in Pastoraltheologie.
Am 18. Mai 2017 ernannte ihn Papst Franziskus zum Titularbischof von Ita und zum Weihbischof in Mercedes-Luján. Die Bischofsweihe spendete ihm der Erzbischof von Mercedes-Luján, Agustín Roberto Radrizzani SDB, am 15. Juli desselben Jahres. Mitkonsekratoren waren der Altbischof von San Isidro, Alcides Jorge Pedro Casaretto und dessen Nachfolger Óscar Vicente Ojea Quintana, Jorge Martín Torres Carbonell, Weihbischof in Lomas de Zamora, und der Bischof von Zárate-Campana, Pedro María Laxague.
Am 4. Oktober 2019 ernannte ihn Papst Franziskus zum Erzbischof und ersten Metropoliten des mit gleichem Datum zum Metropolitansitz erhobenen Erzbistums Mercedes-Luján. Die Amtseinführung fand am 9. November desselben Jahres statt.